# 26012 Sanborn
26012 Sanborn è un asteroide della fascia principale. Scoperto nel 2001, presenta un'orbita caratterizzata da un semiasse maggiore pari a 2,6460577 au e da un'eccentricità di 0,1221761, inclinata di 14,00363° rispetto all'eclittica.